# Квінт Марцій
Квінт Ма́рцій (також відомий як Квінт Марцій Крісп, лат. Quintus Marcius / Quintus Marcius Crispus; I століття до н. е.) — політичний, державний та військовий діяч часів пізньої Римської республіки, консул-суфект 36 року до н. е.

## Біографія
Походив з плебейського роду Марціїв. Про батьків, молоді роки відомостей не збереглося.
Протягом 57 — 55 років до н. е. він був легатом у проконсула Луція Кальпурнія Пізона Цезоніна в Македонії. Цицерон називав його близьким другом і сміливою людиною. Одразу по тому він став еділом, в 54 році до н. е. — претором.
На початку громадянської війни в 49 році до н. е. він був на боці Гая Юлія Цезаря. У березні 46 року до н. е. він був легатом і на чолі трьох когорт і стрільців   мав завдання завоювати селище Табена. Воно було розташоване поблизу від міста у південному Тунісі Тапса, де Юлій Цезар розбив республіканські війська на чолі з Квінтом Цецилієм Метеллом Пієм Сципіоном Назікою, прихильником Гнея Помпея Великого.
У 45 році до н. е. Квінт Марцій був управителем римської провінції Віфінія і Понт. Коли 44 року до н. е. Луцій Стацій Мурк у провінції Сирія з трьома легіонами почав боротьбу з повстанням римського вершника Квінта Цецілія Басса. Квінт Марцій прийшов на допомогу Луцію Стацію Мурку, виступивши з ним на з'єднання з трьома легіонами, і їм обом вдалося оточити Квінта Цецілія Баса в місті Апамея. На початку 43 року до н. е. Гай Кассій Лонгін прибув туди і очолив усі ці легіони. Квінт Марцій визнав його головнокомандувачем, але не схотів служити разом з ним і не був за це покараний.
36 року до н. е. він був обраний консулом-суффектом змінивши на посаді консула того року Марка Кокцея Нерву. Про діяльність під час терміну відомостей немає.
З того часу про подальшу долю Квінта Марція згадок немає.